# Monomorium torvicte
Monomorium torvicte är en myrart som beskrevs av Bolton 1987. Monomorium torvicte ingår i släktet Monomorium och familjen myror. Inga underarter finns listade i Catalogue of Life.